# Хойт, Джон Фило
Джон Фило Хойт (англ. John Philo Hoyt; 6 октября 1841, Остинберг, Огайо — 27 августа 1926, Сиэтл) — американский юрист и политик, 4-й губернатор Территории Аризона.

## Биография

### Ранние годы
Джон Хойт родился 6 октября 1841 года в тауншипе Остинберг, штат Огайо, в семье Дэвида и Сьюзан (урожденной Фэнчер) Хойт. После окончания школы он учился в институте Гранд-Ривер, а затем до начала гражданской войны работал учителем.
27 мая 1862 года Хойт был зачислен рядовым в 87-й пехотный полк Огайо. Через месяц службы он стал сержантом, а затем вместе со своим полком в битве при Харперс-Ферри был захвачен в плен армией КША. 3 октября 1862 года Хойт был демобилизован, после чего вступил добровольцем во 2-й полк тяжёлой артиллерии Огайо. Позже ему присвоили звание второго лейтенанта и перевели во 2-й полк лёгкой артиллерии, а 15 января 1866 года он был произведён в капитаны. После войны Хойт был членом общества ветеранов Гражданской войны «Великая армия Республики».
27 декабря 1869 года Хойт женился на Летти Дж. Льюис из города Адамс, штат Нью-Йорк. У супругов родилась дочь Джун и два сына, Гарольд и Артур.

### Начало политической карьеры
Вернувшись к гражданской жизни, Хойт изучал право в юридической фирме в тауншипе Джефферсон, Огайо, после чего поступил в юридическую школу Ohio State & Union Law School в Кливленде. В июле 1867 года он окончил школу и переехал в Вассар, штат Мичиган. В 1868 и 1870 годах Хойт избирался прокурором округа Тускола (округ, Мичиган), а в 1872 и 1874 годах — членом Палаты представителей Мичигана. Кроме того, в 1875 году он был спикером Палаты.

### Территория Аризона
22 мая 1876 года президент Улисс Грант назначил Хойта секретарём штата Аризона. Новый секретарь прибыл в столицу Территории город Тусон 8 июля 1876 года, и в тот же день был приведён к присяге. Находясь в новой должности, Хойт продолжал заниматься юридической практикой, 13 ноября 1876 года был принят в коллегию адвокатов Аризоны, а 3 января 1877 года — допущен к юридической практике в Верховном суде Территории.
5 апреля 1877 года Хойт заменил на посту губернатора Энсона Саффорда. Из-за нескольких судебных разбирательств, в которых он принимал участие на момент назначения на пост губернатора, Хойт попросил отложить его вступление в должность, пока его место не займёт новый секретарь. 30 мая 1877 года прибыл новый секретарь штата Джон Госпер, и Хойт в тот же день был приведён к присяге. В связи с решением министра внутренних дел США Карла Шурца о том, что губернатор не может заниматься адвокатской деятельностью, Хойт приостановил свою юридическую практику.
После вступления в должность губернатора, Хойту пришлось заняться двумя соперничествами. Он помог урегулировать ожесточённые взаимоотношения между гражданским и военным руководством Территории, но имел меньший успех в решении соперничества между северной и южной частями Территории. Во время пребывания Хойта в должности губернатора были открыты новые месторождения, в районе которых основали города Бисби и Томбстоун, также была построена надёжная гражданская телеграфная сеть, а Южно-Тихоокеанская железная дорога связала Юму с Калифорнией.
Несмотря на то, что граждане Аризоны были в целом довольны исполнением Хойтом своих обязанностей, он 12 июня 1878 года узнал, что его на посту губернатора сменил Джон Фримонт. Хойт хотел сразу покинуть Аризону, но его уговорили остаться на рабочем месте до прибытия преемника.

### Территория Айдахо
После назначения Фримонта губернатором Территории Аризона Хойту предложили стать губернатором Территории Айдахо. Хойт отказался от предложения, так как считал неприличным заменить губернатора Мейсона Бреймана. Он также был обеспокоен тем, что не смог бы эффективно работать на граждан Айдахо, которые выступали против его назначения.

### Вашингтон
После ухода с должности губернатора Хойт отправился в Вашингтон, где просил назначить его председателем Верховного суда Территории Аризона. В январе 1879 года он был назначен членом Верховного суда Территории Вашингтон. В мае 1887 года Хойт стал управляющим крупнейшего банка, а в 1889 году — президентом конституционного конвента штата Вашингтон.
В 1889—1897 годах, после придания Вашингтону статуса штата, Хойт был избран судьёй Верховного суда штата Вашингтон. С 1898 до 1902 год он был членом совета попечителей Вашингтонского университета и профессором права в 1902—1907 годах. Хойт умер 27 августа 1926 года в Сиэтле, штат Вашингтон, и был похоронен на семейном участке Evergreen Washelli Memorial Park.